# Stan Freberg
Stanley Victor Freberg, conosciuto come Stan Freberg (Pasadena, 7 agosto 1926 – Santa Monica, 7 aprile 2015), è stato un attore, doppiatore e regista statunitense.

## Biografia
Fin dal 1944 lavorò nel mondo dello spettacolo, alternando le attività di attore, doppiatore e regista.
Vedovo della prima moglie, Donna Freberg, dalla quale ebbe i due figli, Donavan e Donna Jean, attori anche loro, dal 2002 fu sposato con Betty Hunter.

## Doppiaggio parziale

### Film
- Annunciatore di gara in Stuart Little - Un topolino in gamba
- Orsacchiotto in Looney Tunes: Back in Action

### Film d'animazione
- Castoro in Lilli e il vagabondo
- Proprietario dell'Hamburger Stand in L'uomo e l'automobile

## Doppiatori italiani
- Carlo Romano in Lilli e il vagabondo (ed. 1955)
- Massimo Lodolo in Lilli e il vagabondo (ed. 1997)
- Paolo Buglioni in Looney Tunes: Back in Action
- Pietro Ubaldi in The Ren & Stimpy Show
- Simone Mori in Freakazoid!